# Романій-де-Сус
Романій-де-Сус (рум. Romanii de Sus) — село у повіті Вилча в Румунії. Адміністративно підпорядковане місту Хорезу.
Село розташоване на відстані 185 км на північний захід від Бухареста, 31 км на захід від Римніку-Вилчі, 96 км на північ від Крайови, 136 км на захід від Брашова.

## Населення
За даними перепису населення 2002 року у селі проживали 958 осіб, усі — румуни. Усі жителі села рідною мовою назвали румунську.